# Massa AG
Die massa AG war ein 1964 von Karl-Heinz Kipp als Alfred Massa GmbH gegründetes Einzelhandelsunternehmen in Alzey. Das Unternehmen wurde 1988 von der Asko Deutsche Kaufhaus AG übernommen und wurde 1996 bei der Verschmelzung zur Metro AG Teil dieser.

## Geschichte

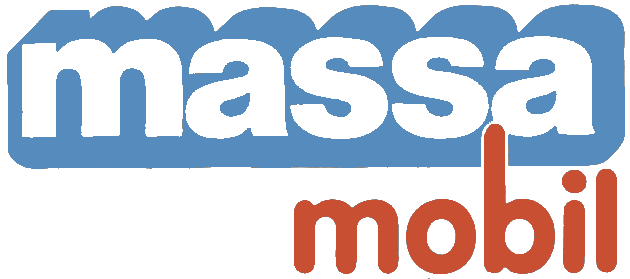
Logo von massa mobil

Bereits ab 1948 verkaufte Kipp Kleidung zu günstigen Preisen über die Trierer Trachten- und Bänderhandlung Alfred Massa, die er im selben Jahr von der Witwe von Massa, laut Erzählungen mit einigen tausend Flaschen Wein, kaufte. Später werden Textilien durch sein Unternehmen selbst produziert.
Die eigentliche Gründung des Unternehmens erfolgte 1964 als Alfred Massa GmbH, als Firmensitz wurde Alzey ausgewählt, die Geburtsstadt Kipps. Im Folgejahr eröffnete auf 400 Quadratmetern das erste SB-Warenhaus, ebenfalls in Alzey. Es stellte bis zum 20. Juni 2022, in aus- und umgebauter Form, das älteste Haus der Handelskette real dar und wurde dann in eine Filiale von Kaufland umgewandelt. Bereits 1973 bestand das Filialnetz aus sechs Standorten, die einen Umsatz von 700 Millionen Mark erwirtschafteten. Im Folgejahr eröffnete in Haßloch ein weiterer Markt. Etwa 55 Minuten nach Start (um 08:52 Uhr) waren rund 25 Tonnen Tiefkühl-Puten verkauft. Rund 4.000 Menschen waren zur Eröffnung am 14. November 1974 gekommen. Der zehnte Markt wurde am 24. April 1975 in Limburg eröffnet, gegen den Widerstand der dortigen IHK, die im Vorjahr Einspruch gegen den Bebauungsplan einlegte. Im Markt wurden auf einer Verkaufsfläche von 20.000 Quadratmetern mehr als 80.000 Artikel angeboten. Die Fläche erstreckte sich dabei auf zwei Etagen, eine Cafeteria war dem Markt ebenfalls angeschlossen.
Am 30. März 1976 um 9:00 Uhr konnte der zwölfte Markt in Nordenstadt eröffnet werden, für den 13. bzw. 14. Oktober 1976 war die Eröffnung des 13. Marktes in Hockenheim auf einer Fläche von 20.000 Quadratmeter und knapp 300 Beschäftigten vorgesehen. Wegen einer gerichtlich untersagten Baugenehmigung konnte die Eröffnung erst mit einem halben Jahr Verspätung im Jahr 1977 erfolgen. 1979 übernahm man den bundesweit einzigen Standort der französischen Kette Carrefour in Mainz-Bretzenheim und eröffnete ihn als Massa-Markt am 5. April 1979 neu. 1982 stand ein Anschluss unter dem Dach der Co op AG im Raum, dieser wurde jedoch nicht umgesetzt. Im Jahr 1984 konnte mit einem Gewinn von fast 50 Millionen Mark ein neuer Rekord erzielt und der Umsatz gegenüber dem Vorjahr um 18 % zugelegt werden.
1986 führte das Unternehmen die massa card ein, eine Kreditkarte für die Kunden der Märkte. Im gleichen Jahr erfolgte die Umwandlung in eine Aktiengesellschaft. Dabei erfolgt der Start an der Börse in zwei Tranchen, wobei die erste Tranche im Frühjahr auf 225 Mark (rund 112 Euro) und die zweite Tranche auf 515 Mark (rund 257 Euro) pro Aktie beziffert werden. Rund 30 Prozent des Unternehmens befanden sich 1987 im Besitz der Asko Deutsche Kaufhaus AG, durch die Übernahme der massa-Aktienmehrheit wurde das Unternehmen 1988 Teil der Asko. Im Jahr vor der Übernahme durch die Asko betrieb Massa 36 SB-Warenhäuser. Im Vorfeld der Übernahme kam es zu Bedenken des Bundeskartellamtes, die von beiden Unternehmen umgangen wurden. Die Immobilien der Marktstandorte verblieben im Besitz von Karl-Heinz Kipp. Im August 1990 eröffnete das Unternehmen die ersten Standorte in der DDR. So eröffnete als einer der ersten Märkte am 10. August 1990 auf 6900 m² Verkaufsfläche ein Massa mobil-Markt in Gosen, kurze Zeit später folgten mit Berlin-Hohenschönhausen (am 20. August 1990) und Teltow (am 3. September 1990) zwei weitere Filialen. Massa mobil blieb eine Übergangserscheinung, bei der in der DDR und später in den neuen deutschen Bundesländern Märkte in Zelten oder durch die Umnutzung von Lagerhallen provisorisch und vorübergehend betrieben wurden. Teilweise wurden die Märkte bis zur Umstellung des gesamten Unternehmens auf die Marke Real im Jahr 1995 als Massa mobil betrieben.
Neben dem späteren Eigentümer ASKO bot auch die damalige Metro bei der Übernahme von Massa mit. Durch eine Anfang der 1990er-Jahre gestartete Zusammenarbeit von Asko und Metro und deren 1996 erfolgte Verschmelzung zur Metro AG kamen die massa-Standorte zu ebendieser. Ab 1994 folgte die Umflaggung der zu diesem Zeitpunkt 24 bestehenden massa-Standorte auf real, die laut Planung Ende 1995 abgeschlossen sein sollte. Zur Massa AG gehörten 1996 15 SB-Warenhäuser, wobei 13 bereits auf real umgestellt wurden, darunter der Standort in Rüsselsheim, der im gleichen Jahr auf real umflaggte. Als letzter unter massa geflaggte Standort bestand ein SB-Warenhaus in Koblenz. Um beide bestehenden SB-Warenhausketten zusammenführen zu können, bot die Metro AG den freien Aktionäre zu 150 DM je Aktie ein öffentliches Kaufangebot. 1997 wurde die Massa AG letztmals im Geschäftsbericht der Metro AG geführt.

## Weitere Unternehmenssparten

### Massa Haus
Die massa Haus GmbH ist ein Anbieter von Fertighäusern, die heute zur 2001 gegründeten DFH Deutsche Fertighaus Holding AG gehört.

### Bola
Unter dem Namen Bola betrieb Massa eine Eigenmarke, die u. a. Lebensmittel anbot. Der Name lässt sich auf den Produktionsort Kirchheimbolanden zurückführen.

## Kritik
Mit der wachsenden Zahl der Märkte auf der grünen Wiese wuchs auf Grund des Druckes auf bestehende Einzelhändler benachbarter Gemeinden die Sorge um deren Existenz. Gerade SB-Warenhausketten wie Massa standen dabei im Mittelpunkt der Kritik, aufgrund der aggressiven Wachstumspolitik. Infolgedessen wurden Richtlinien und Gesetze verschärft und bestehende Bebauungspläne an geltendes Recht angepasst, um eine weitere Gesetzeslücke zu schließen. Das gebremste Wachstum an den Stadträndern sollte durch eine Expansion in Innenstädte kompensiert werden. So eröffnete Massa im Juli 1985 eine Filiale in Troisdorf an einem ehemaligen Hertie-Standort.

## Trivia
In den SB-Warenhäusern von Massa wurden neben Lebensmitteln und anderen Sortimentsbereichen kurzzeitig auch Autos der Marken Austin und Rover verkauft.